# پل گرین (نمایشنامه‌نویس)
پل گرین (انگلیسی: Paul Green؛ ۱۷ مارس ۱۸۹۴ – ۴ مهٔ ۱۹۸۱) یک فیلم‌نامه‌نویس اهل ایالات متحده آمریکا بود.
وی همچنین برنده جوایزی همچون کمک هزینه گوگنهایم شده‌است.